# Носов Микола Миколайович
Мико́ла Микола́йович Но́сов (10 (23) листопада 1908, Київ — 26 липня 1976, Москва) —  радянський письменник. Відомий як автор дитячої трилогії «Незнайко», ідею персонажів якого він запозичив у канадського письменника Палмера Кокса.

## Життєпис

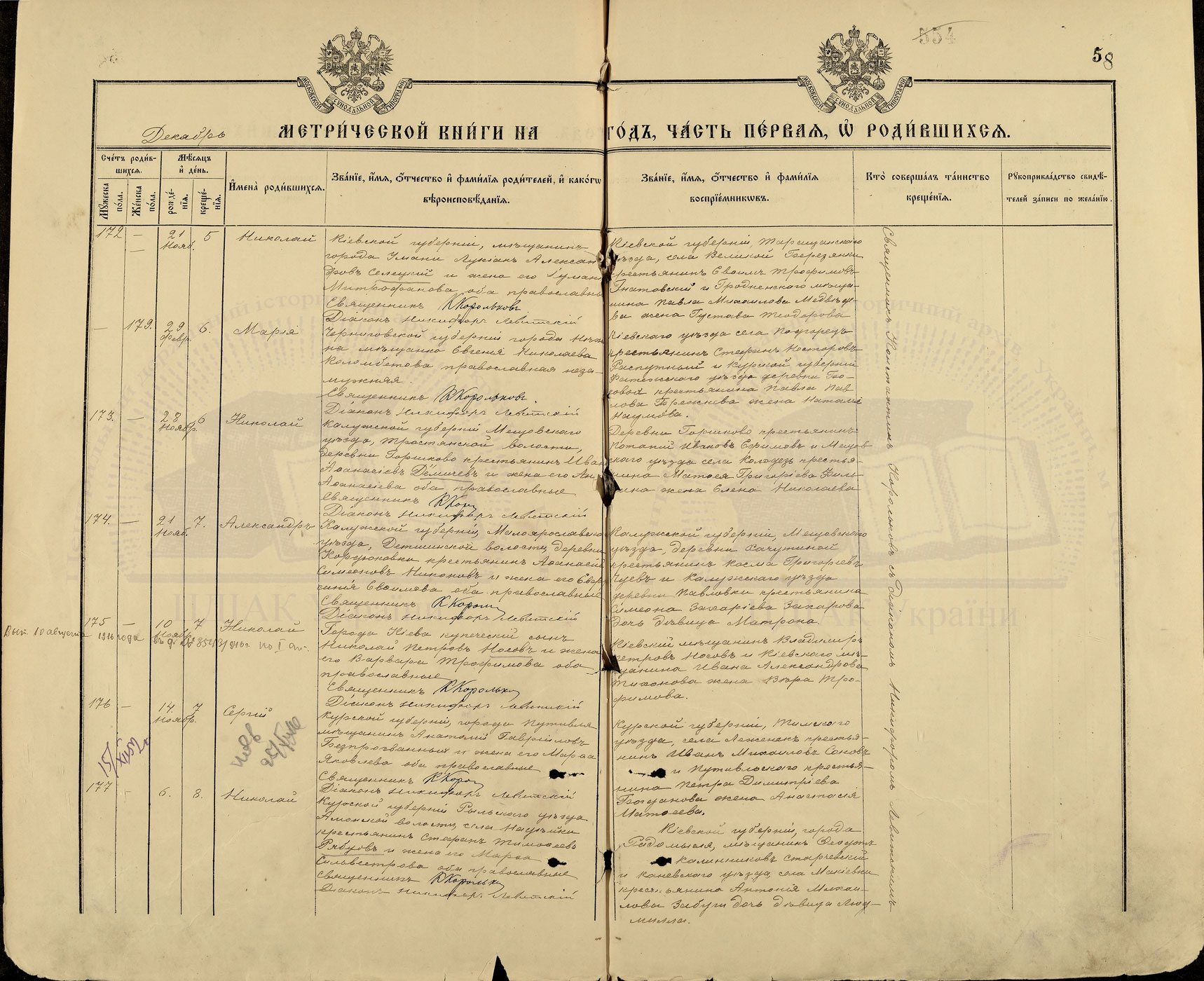
Запис у метричній книзі церкви св. Іоана Золотоустого (Золотоустівській Залізній) про народження Миколи Носова

Народився 10 (23) листопада 1908 року в Києві в родині актора-естрадника Миколи Петровича Носова та Варвари Трохимівни Носової, окрім нього, у родині ще були брати Петро (старший) та Борис (молодший) і молодша сестра Лариса. Охрещений у парафіяльній церкві Св. Іоана Золотоустого в Києві. Дитинство провів в Ірпені. Потім родина мешкала на вулицях Глибочицькій, Борщагівській та у 1919—1923 роках Маріїнсько-Благовіщенській (тепер Саксаганського), 86. Дитинство описав у повісті «Тайна на дне колодца». З 1915 по 1923 роки навчався в київській приватній гімназії Стельмашенка (згодом 9-та гімназія, трудова школа). З 1923 року родина знову мешкала в Ірпені. Навчався у вечірній робітничій школі. У 1927—1929 роках вчився в Київському художньому інституті, звідки перевівся в Московський інститут кінематографії (закінчив у 1932). У 1932—1951 роках — режисер-постановник мультиплікаційних, науково-популярних та навчальних фільмів (у тому числі для Червоної Армії, нагороджений 1943 року орденом Червоної Зірки).
Почав публікувати оповідання у 1938 році («Витівники», «Живий капелюх», «Огірки», «Чудові штани», «Мишкова каша», «Городники», «Фантазери» та ін., які друкувалися головним чином у дитячому журналі «Мурзілка» і згодом склали основу першої збірки Носова «Тук-тук-тук», 1945). Носов увів до дитячої літератури нового героя — наївного і розсудливого, пустотливого і допитливого непосиду, який увесь час прагне щось робити, але постійно потрапляє в незвичайні, часто комічні ситуації.
Особливо широку популярність завоювали його повісті для підлітків «Весела сімейка» (1949), «Щоденник Миколки Синіцина» (1950), «Вітя Малєєв в школі й удома» (1951; Сталінська премія, 1952).

### Твори про Незнайка
Велику популярність серед читачів здобули його казкові твори про Незнайка. Перше з них — казка «Гвинтик, Шпунтик і пилосос». Вперше ця, тепер вже знаменита історія з'явилася друком 1953 року в лютневому номері журналу «Барвінок» у Києві, і розмовляв улюблений дитячий герой дітей українською мовою. Надалі герой з'явився в знаменитій трилогії, що складається з романів-казок «Пригоди Незнайка і його товаришів» (1953—1954), «Незнайко в Сонячному місті» (1958) і «Незнайко на Місяці» (1964—1965; Державна премія РРФСР ім. Н. К. Крупської, 1969). Ідея персонажа Незнайки походить з творів канадського письменника Палмера Кокса, через їхні російські переробки письменниці Анни Хвольсон.

### Автобіографічні твори
Автобіографічний твір письменника — «Повість про мого друга Ігоря» (1971—1972), написана у формі щоденникових записів з життя дідуся й онука (1-ша ч. — «Між роком і двома», 2-га ч. — «Від двох до двох з половиною років») і мемуарна повість «Таємниця на дні колодязя» (1977; два її первісних варіанти — «Повість про дитинство» і «Все попереду», обидві 1976).

## Вшанування пам'яті
У 2018 році у Святошинському районі Києва нова вулиця була названа на честь Миколи Носова.

## Сценарії
- 1973 — Веселі історії

## Переклади українською
- 1976 — Пригоди Незнайка і його товаришів; пер. з рос. Федора Маківчука, малюнки Віктора та Кіри Григор'євих. Видання 2-ге. — К.: Веселка, 1976. — 160 с. — (Бібліотечна серія). Тираж 200 000.
- 1978 — Незнайко в Сонячному місті; пер. з рос. Федора Маківчука, малюнки Віктора та Кіри Григор'євих. — К.: Веселка, 1978. — 224 с. — (Бібліотечна серія). Тираж 100 000.
- 1980 — Незнайко на Місяці; пер. з рос. Федора Маківчука, малюнки Віктора та Кіри Григор'євих. — К.: Веселка, 1980. — 382 с. — (Бібліотечна серія). Тираж 65 000
- 2005 — Фантазери. Оповідання: пер. з рос. Івана Сподаренка, художник І. Семенов. — К.: Махаон-Україна, 2005. — 320 с. — (Бібліотечка Незнайка). Тираж 5 000.
- 2010 — Щоденник Миколки Синицина. Повість та оповідання; малював Анатолій Василенко. — Київ: Махаон-Україна — 96 с.
- 2011 — Велика книга Незнайка. Микола Носов. пер. Федір Маківчук — Київ: Махаон-Україна